# Centro de artes Dalhousie
El centro de artes Dalhousie de la Universidad Dalhousie en Halifax, Nueva Escocia, contiene una serie de teatros, una galería de arte, salones de clase, y un jardín de esculturas. Es el lugar más importante de artes escénicas en el área de Halifax, y fue inaugurado oficialmente en noviembre de 1971.
El auditorio Rebecca Cohn es el teatro más grande de la planta. El aforo del auditorio es de 1040 personas. Es también el lugar donde se imparten muchas clases al principio del año, como la psicología.
La arquitectura moderna y sorprendente fue hecha por CAE Fowler & Company, con importantes contribuciones del educador japonés Junji Mikawa, que trabajó en la oficina de arquitectura de la época.